# Paul West (Bassist)
Paul E. West (* 28. Januar 1934 in New York City) ist ein US-amerikanischer Jazzmusiker (Kontrabass).

## Leben und Wirken
West besuchte die High School of Music and Art NYC und das Wagner College Staten Island, wo er den Bachelor erwarb. Zunächst als Geiger im Bereich der Klassischen Musik aktiv, leitete er Anfang der 1950er-Jahre das Paul West Symphonic-Pop Orchestra and Chorus. Ab 1954 arbeitete er vorwiegend im Feld des Modern Jazz; u. a. als Mitglied der Dizzy Gillespie Big Band und des Lee Morgan/Wynton Kelly-Septetts. Ab 1955 war er an Plattenaufnahmen u. a. von Ray Charles, Les Jazz Modes, Lester Young, Urbie Green und Dinah Washington beteiligt. In den folgenden Jahrzehnten arbeitete er auch mit Les Spann, Ram Ramirez, Johnny Lytle, Lisle Atkinson, Jimmy Ponder und Carmen McRae. Von 1969 bis 1973 unterrichtete er im musikpädagogischen Projekt Jazzmobile, anschließend bis 2000 an der Henry Street Settlement Music School. In seinen späteren Jahren spielte er u. a. mit Carol Sloane, Junior Mance und im Mike Longo Trio (Only Time Will Tell, 2017). Zu hören ist er u. a. auf Norman Simmons’  Album The Art of Norman Simmons (2000). Im Bereich des Jazz war er zwischen 1955 und 2016 an 81 Aufnahmesessions beteiligt.
Der Bassist ist nicht mit dem gleichnamigen Pianisten zu verwechseln.